# Ischia (Italie)
Pour les articles homonymes, voir Ischia.
Ischia ['is:kja] est une commune de la ville métropolitaine de Naples dans la Campanie en Italie. C'est la plus orientale des six communes se partageant l'île volcanique du même nom.

## Géographie
Ischia est la principale ville de l'île du même nom, en Italie. C'est la localité la plus à l'est de l'île.

## Histoire

### Antiquité
Entre 775 et 770 av. J.-C., des colons grecs Chalcidiens et des Érétriens venus d'Eubée, créèrent un comptoir commercial. À son tour Ischia fonde Cumes en face sur le continent entre 750 et 730 av. J.-C..
Passée en 82 av. J.-C. du contrôle de Naples à celui de Rome, la cité, désormais nommée Ænaria, reste un prospère carrefour d'échanges commerciaux et un lieu de résidence pour les patriciens, bien que les fréquentes éruptions et les tremblements de terre imposent de longues périodes d'inactivité.

### Moyen Âge
Durant l'antiquité tardive et le haut Moyen Âge, la ville reste longtemps sous la protection de l'Empire romain d'Orient et fait ainsi partie de l'Italie byzantine jusqu'au XIIe siècle mais se dépeuple, car elle subit les incursions répétées et dévastatrices des Ostrogoths, des Vandales, des Sarrasins, des Normands de Sicile et des pirates de toute origine, auxquels elle sert parfois de repaire.
Jusqu'en 1300, Ischia est politiquement et économiquement indépendante du royaume de Naples, mais soumise à la Sicile aragonaise. Ferdinand II fit construire le Palais Royal et transforma la lagune en port.

### Époque moderne
En 1707, le royaume de Naples passe aux Autrichiens et Ischia reçoit un gouverneur autrichien : le comte de Martiniz qui s'installe au Palais Royal. En 1734, Ischia passe avec Naples sous la domination des Bourbons et est administrée par des gouverneurs du roi. Au terme de la domination bourbonnaise du royaume des Deux-Siciles, en 1862, l'île est définitivement rattachée à la province de Naples du royaume d'Italie.

### Époque contemporaine
En 1963, la scène devenue fameuse de l'arrivée de la galère dorée de Cléopâtre à Tarse dans le film Cléopâtre de Joseph L. Mankiewicz avec Elizabeth Taylor  et Richard Burton, est tournée juste au nord du Palais royal.

## Économie
L'économie de la ville est principalement touristique, plaisancière et viticole. Au XIXe siècle elle était déjà une destination de voyage prisée par la noblesse européenne. Le 28 juillet 1883, la cité connaît un terrible tremblement de terre qui détruit beaucoup d'immeubles, mais aussi presque toute la ville de Casamicciola. Le tourisme thermal a commencé au début des années 1950.

## Culture
Dans l'Odyssée, c'est ici qu'Ulysse aurait rencontré Nausicaa. Ischia est devenue une colonie d'artistes en vogue au début du XXe siècle. Des écrivains et des peintres du monde entier y sont attirés : Eduard Bargheer, Hans Purrmann, Rudolf Levy ou Werner Gilles ont séjourné dans la ville peu avant la Seconde Guerre mondiale.
Depuis les années 1950, une colonie d'artistes assez remarquable d'écrivains, de compositeurs et d'artistes comme Ingeborg Bachmann, Elizabeth Taylor ou Luchino Visconti ont séjourné en ville.

## Administration
| Période                                  | Période    | Identité            | Étiquette | Qualité |
| ---------------------------------------- | ---------- | ------------------- | --------- | ------- |
| 8 septembre 2006                         | 5 mai 2012 | Fiamma Spena        |           |         |
| 6 mai 2012                               | En cours   | Giuseppe Ferrandino |           |         |
| Les données manquantes sont à compléter. |            |                     |           |         |

### Hameaux
- Principaux regroupement de population : Ischia Porto, Ischia Ponte
- Quartiers (contrade) : San Domenico, San Michele, Sant'Antuono, Campagnano

### Communes limitrophes
Barano d'Ischia, Casamicciola Terme

## Jumelages
- Los Angeles

## Galerie d'images

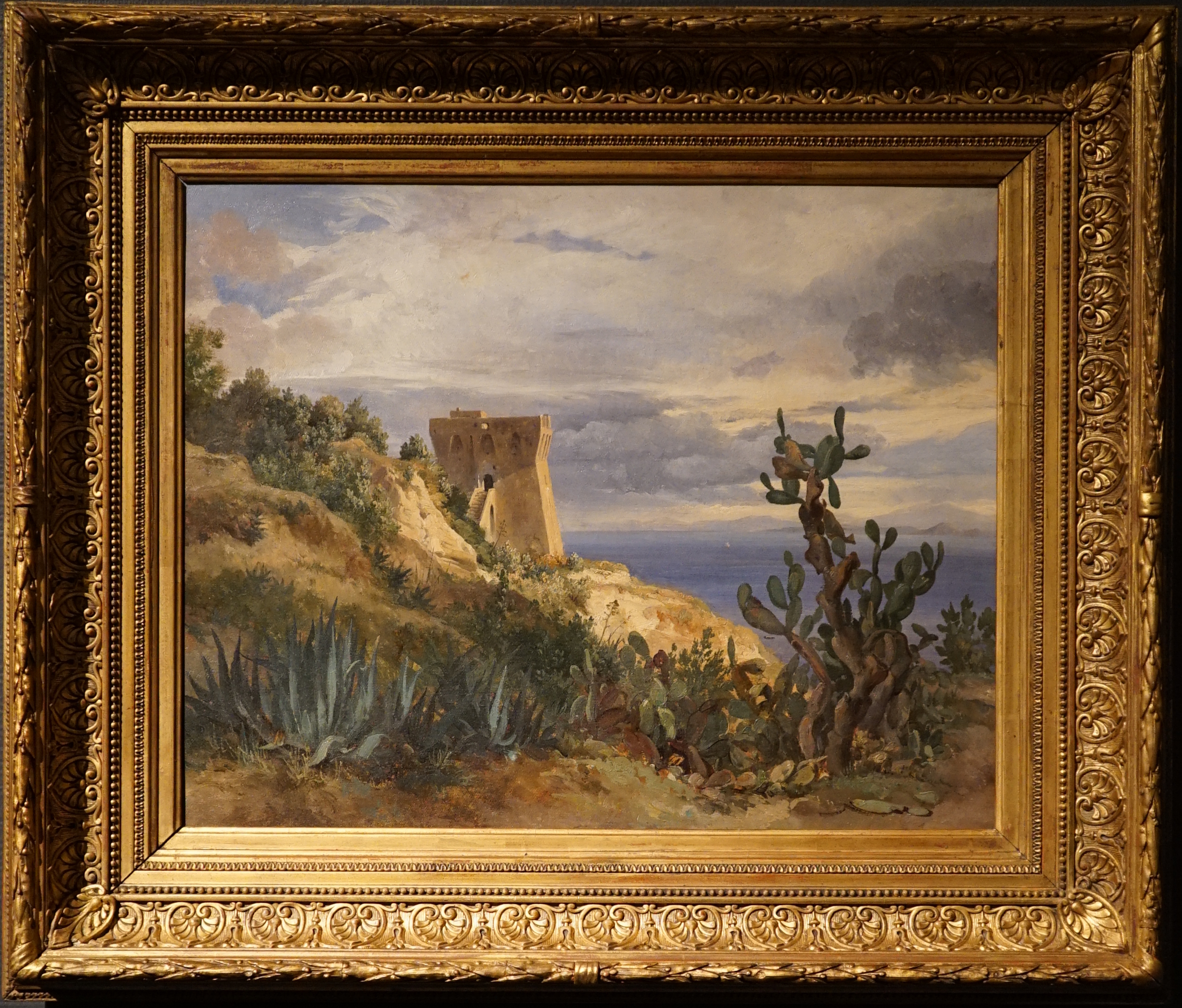
Ischia Peinte par Jacques Raymond Brascassat en 1828 lors de son voyage en Italie.
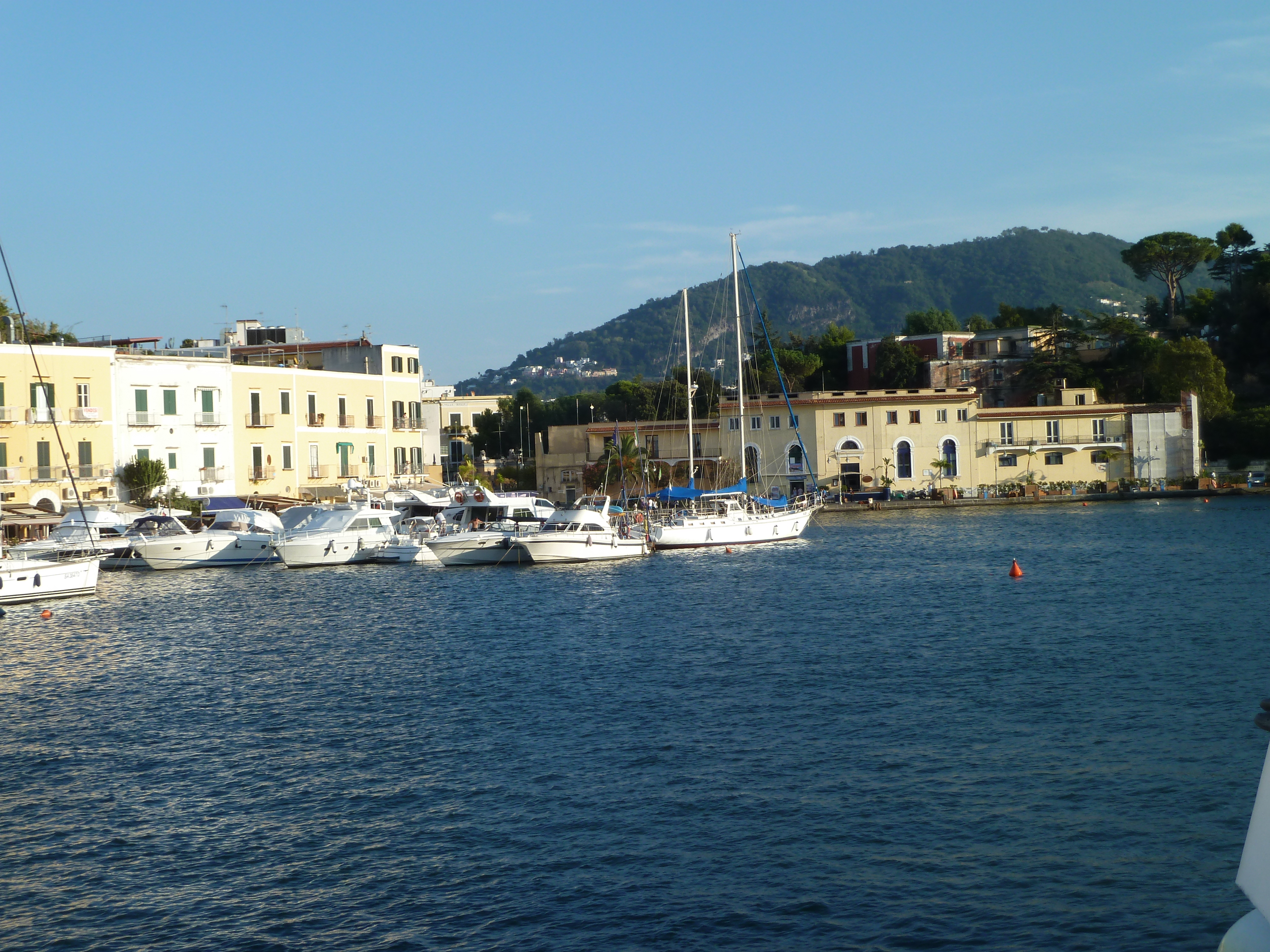
Le port.
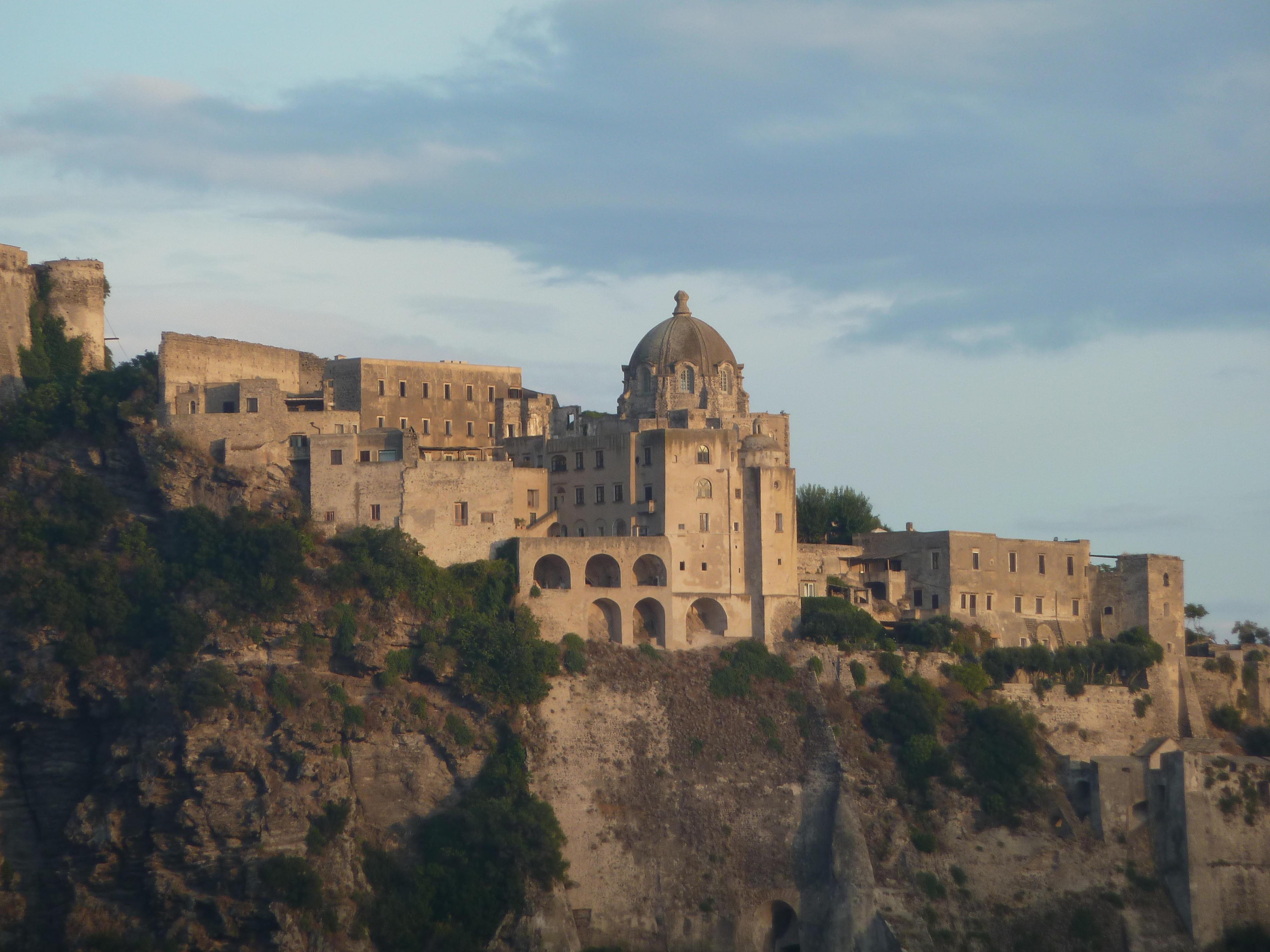
Palais Royal.